# فن المندالة
فن المَنْدَالة أو الرسم بالرمال أحد الفنون التي تتميز بها منطقة التبت، كما يعد من أكثر الفنون تفرداً وروعة في تلك المنطقة. والمندالة، هو الدائرة والاحتواء وتصميم نمط ونقوش متوازنة بصرياً تتكثف في المركز.

## مندالة
هي مجموعة من الرموز استُعملت من قِبل الهندوسيين والبوذيين للتعبير عن صورة الكون الميتافيزيقي، بدأ هذا الفن في منطقة التبت بالهند، ثم انتشر بعد ذلك في الكثير من دول العالم، وتعني كلمة «مندالة» في اللغة «السنسكريتية» الدائرة أو القرص، والشائع الآن أن «مندالة» أصبحت مصطلحا عاما لأي تخطيط، جدول أو نمط هندسي، الذي يقدم الكون عن طريق «الميتافيزيقيا» أو «الرموز».

## أصله
أصل هذا الفن يعود إلى الهند، وينتشر في منطقة التبت بشكل خاص، وانتقل في القرن الحادي عشر من الهند إلى التبت، حيث يتم استخدام حبات الرمل الملونة لتصوير المعتقدات الدينية السائدة هناك.

## انعكاسه على النفس
يستخدم للتأمل، ويساعد على التعبير عن المشاعر، من خلال طريقة اختيار الألوان والأشكال، كما يساهم في هدوء الأعصاب ومنح النفس الراحة النفسية.

## أشكاله
ركبت المندالة تشكيلياً وفق 3 أنظمة: الأول على شكل مربعات متداخلة مع بعضها البعض، والثاني على شكل دائري لا بداية ولا نهاية له، والثالث يجمع بين النظامين السابقين، أي المربع والدائرة.